# Jennings (Missouri)
Jennings é uma cidade localizada no estado americano do Missouri, no Condado de St. Louis.

## Demografia
Segundo o censo americano de 2000, a sua população era de 15.469 habitantes.
Em 2006, foi estimada uma população de 14.829, um decréscimo de 640 (-4.1%).

## Geografia
De acordo com o United States Census Bureau tem uma área de 9,6 km², dos quais 9,6 km² cobertos por terra e 0,0 km² cobertos por água.

## Localidades na vizinhança
O diagrama seguinte representa as localidades num raio de 4 km ao redor de Jennings.